# Varsói Hercegség
A Varsói Hercegség egy I. Napóleon francia császár által 1807-ben Lengyelország területén kreált csatlós állam, amely 1815-ig Napóleon végső vereségéig állt fenn. A Hercegség alapvetően az 1772–95 között felosztott Lengyelországnak azon területeiből állt, amelyeket az 1793-as második és az 1795-ös harmadik felosztás során a Porosz Királyság kebelezett be. 1809-ben, a schönbrunni békeszerződés után Napóleon hozzácsapta még azt a területet is, amelyet a harmadik felosztás során az Osztrák Császárság szerzett meg. 1813-ban, Napóleon oroszországi hadjáratának kudarca után a Varsói Hercegség területét a orosz és porosz csapatok elfoglalták, 1815-ben a bécsi kongresszus megszüntette az államot, helyén létrehozta a Kongresszusi Lengyelországot (formálisan „Lengyel Királyságot”), az Orosz Birodalom protektorátusát.
A Varsói Hercegséget igen gyakran nevezik „Varsói Nagyhercegség”nek is, még történész szakmunkákban is, annak ellenére, hogy ilyen megjelölés korabeli okmányokban nem szerepel.

## Előzményei
1806-ban a Porosz Királyság hadat üzent Napóleonnak, ezzel megkezdődött a negyedik koalíciós háború. Poroszország a jénai és auerstädti csatákban vereséget szenvedett, Napóleon Berlint is elfoglalta. Ellenségének gyengítése céljából Napóleon a poroszok által 1795-ben bekebelezett lengyel területeken, a Dél-Poroszországnak nevezett tartományban 1806 novemberében – Jan Henryk Dąbrowski marsall közreműködésével – kirobbantotta a nagy-lengyelországi felkelést (powstanie wielkopolskie). Napóleont mind a lengyel republikánusok, mind a nagy létszámú franciaországi lengyel emigráció nyíltan támogatta, mert az ő személyében látták a felosztott Lengyelország helyreállításának garanciáját. Napóleon nem kötelezte el magát egy teljesen független lengyel monarchia helyreállítására. Kihasználva a lengyelek igen erős vágyát függetlenségük visszanyerésére, a császár homályosan körvonalazott ígéretekkel elnyerte a lengyel nemesség és parasztság tömegeinek teljes és feltétlen támogatását. Dąbrowski felkelése sikert hozott, jelentős mértékben elősegítette Napóleon győzelmét a poroszok felett.
Poroszország szövetségeseit, az oroszokat Napóleon 1807 tavaszán két véres ütközetben, az eylaui és a friedland csatában győzte le. 1807. július 9-én a kimerült hadviselő felek megkötötték a tilsiti békeszerződést. Megindulhatott az új lengyel állam szervezése.

## Megalakulása
A porosz vereségek után igen rövid idő alatt, már 1807 januárjában összeállt az első ideiglenes lengyel kormány, ennek élére Stanisław Małachowski gróf (1736–1809) került, aki az utolsó lengyel országgyűlés, az 1788–1792 között ülésezett ún. négyéves szejm elnöke volt, és fontos szerepet vitt az 1791 májusi lengyel alkotmány kiharcolásában. 1807 tavaszára a kormány három légiót állított fel 30 000 katonából. A légiók parancsnokaivá a régi lengyel hadsereg tábornokait nevezték ki: Józef Zajączeket (1752–1826),  Jan Henryk Dąbrowskit (1755–1818) és Józef Antoni Poniatowski herceget (1763–1813), az utolsó lengyel nemzeti király, II. Szaniszló Ágost lengyel király unokaöccsét. Józef Poniatowskit Napóleon az új állam hadügyminiszterévé és az lengyel hadsereg főparancsnokává nevezte ki.
Az 1807. július 9-én megkötött tilsiti békeszerződésben a Francia Császárság megállapodott az Orosz Birodalommal egy Franciaország védnöksége alatt álló, autonóm lengyel állam létrehozásában. Ehhez Napóleon kikényszerítette a Porosz Királyság beleegyezését is. Az új lengyel fejedelemséget Varsói Hercegségnek nevezte el, alkotmányát igen gyorsan elkészítette, és 1807. július 22-én el is fogadtatta. Egy új napóleoni csatlós állam jött így létre, amely 104 000 km²-nyi területével és mintegy 2 600 000 főnyi lakosságával (1807) jelentős politikai súlyt képviselt. A Varsói Hercegség területe (az 1807-es állapot szerint) Lengyelországnak azon területeit foglalta magába, amelyek az ország 1793-as második és az 1795-ös harmadik felosztása során a Porosz Királysághoz kerültek. Ehhez társult még az 1772-es első felosztás alá eső terület déli része. Az új területrendezést 1807. november 10-én, az ún. 2. elbingi konvencióval (egyezménnyel) zárták le, ennek értelmében még a kis-lengyelországi Częstochowa környékét, a volt porosz Új-Szilézia (Neuschlesien) tartományt is a Varsói Hercegséghez csatolták, annak területét 155 000 km²-re növelve.

## Alkotmánya, közigazgatása

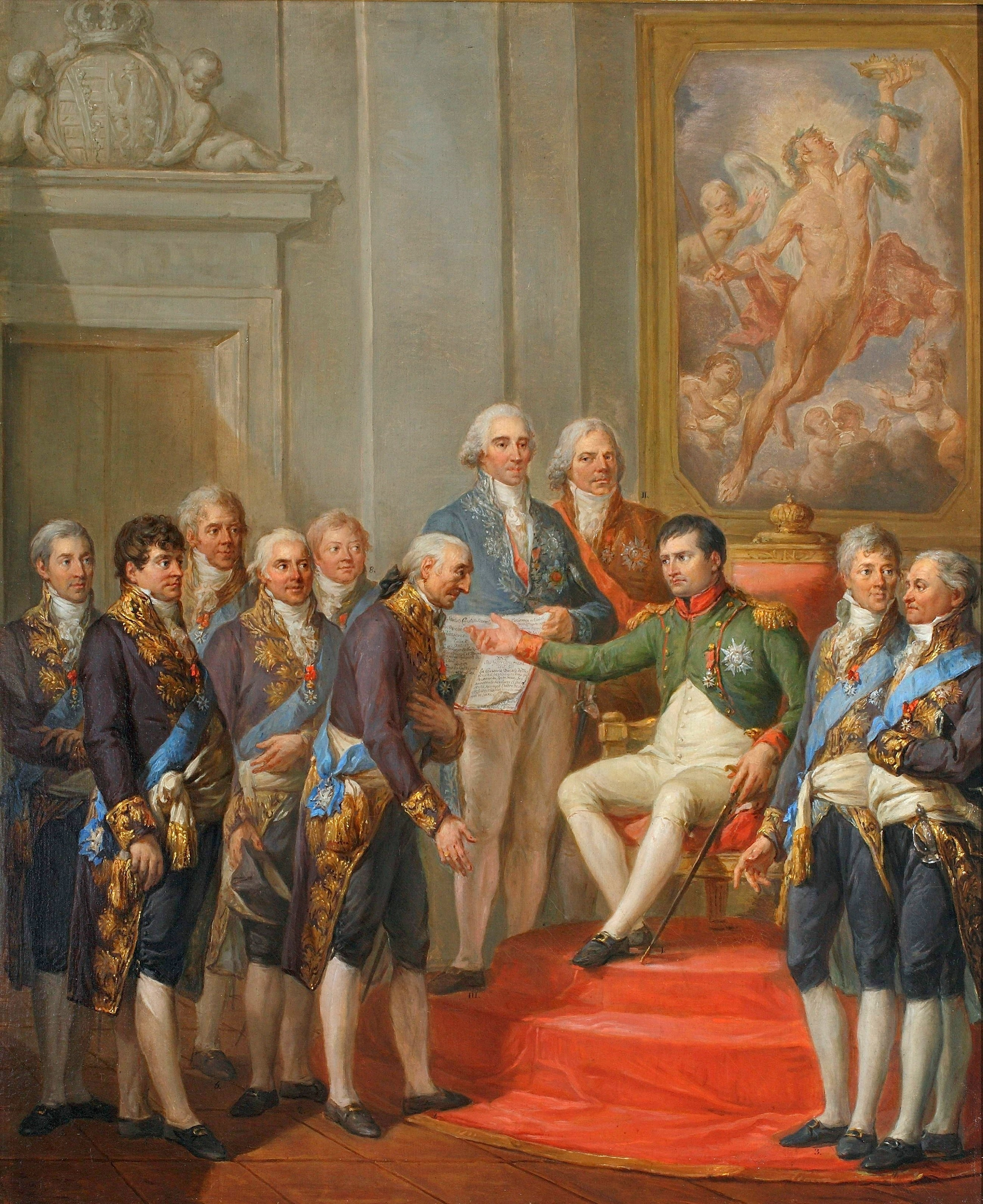
Stanisław Małachowski átveszi az alkotmányt Napóleontól

II. Szaniszló Ágost lengyel királynak (1732–1798) nem született törvényes utódja. Trónjának várományosaként az 1791 májusi lengyel alkotmány VII. cikkelye III. Frigyes Ágostot (1750–1827), Szászország választófejedelmét nevezte meg, aki a Wettin-házból való korábbi lengyel királyok, II. (Erős) Ágost és III. Ágost közvetlen leszármazottja volt. A választófejedelem azonban elhárította a szejm által felajánlott lengyel koronát, tartva attól, hogy lengyel királyként háborúba sodródhat a területi igényeket formáló Ausztriával, Poroszországgal és Oroszországgal. (Az első elcsatolásokra már 20 évvel korábban, 1772-ben sor került). Frigyes Ágost aggodalma beigazolódott: Lengyelország szétdarabolása még Szaniszló Ágost király életében, 1795-ben kiteljesedett.
A negyedik koalíciós háborúban Szászország Poroszország szövetségeseként vett részt, és szenvedett vereséget. Az 1806. december 11-én megkötött poseni békeszerződésben Frigyes Ágost kötelezte magát, hogy belép a Napóleon által irányított Rajnai Szövetségbe, ennek fejében Napóleon elismerte őt Szászország királyának (I. Frigyes Ágost néven).
Új helyzetében Frigyes Ágost király már nem utasíthatta vissza a császár óhaját, hogy fogadja el az új lengyel alkotmányos monarchia trónját. 1807. július 22-én Napóleon új alkotmányt erőltetett rá a lengyel törvényhozásra, amelyet ő maga mondott tollba Drezdában, alig néhány óra alatt, a francia alkotmány mintájára. Mindez annak ellenére történt, hogy mind a minisztertanács, mind az államtanács az 1791 májusi lengyel alkotmány hatályának helyreállítását kívánta. A napóleoni alkotmány értelmében a hatalom valójában nem a király, hanem a francia nagykövet kezében összpontosult, a „minisztertanács” de facto az ő eszközévé vált. Az egyházat és a főnemességet az alkotmány privilegizált helyzetbe juttatta, birtokaik érintetlenek maradtak. A vidéki közigazgatást a nagybirtokosok kezébe tette. A jobbágyrendszer felszámolása nem járt együtt a földbirtokviszonyok reformjával, ez a parasztság további jogvesztésével járt.
A Varsói Hercegséget – francia mintára – hat département-ra (közigazgatási egységre) osztották fel; Bydgoszcz, Kalisz, Łomża, Płock, Posen és Varsó megyékre.

## A Varsói Hercegség vezetői

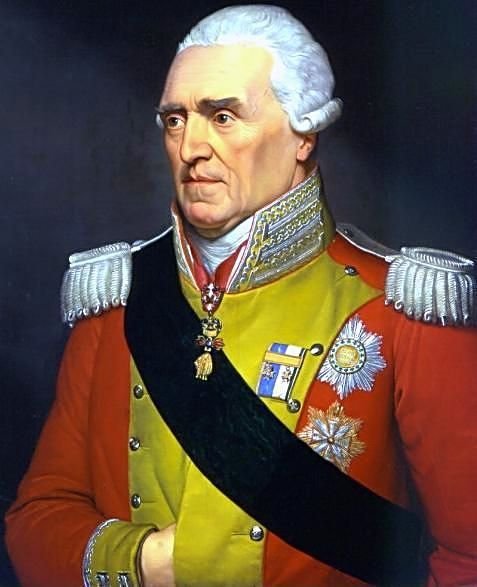
I. Frigyes Ágost szász király, Varsó Hercege 1807. július 22. – 1815. május 22.
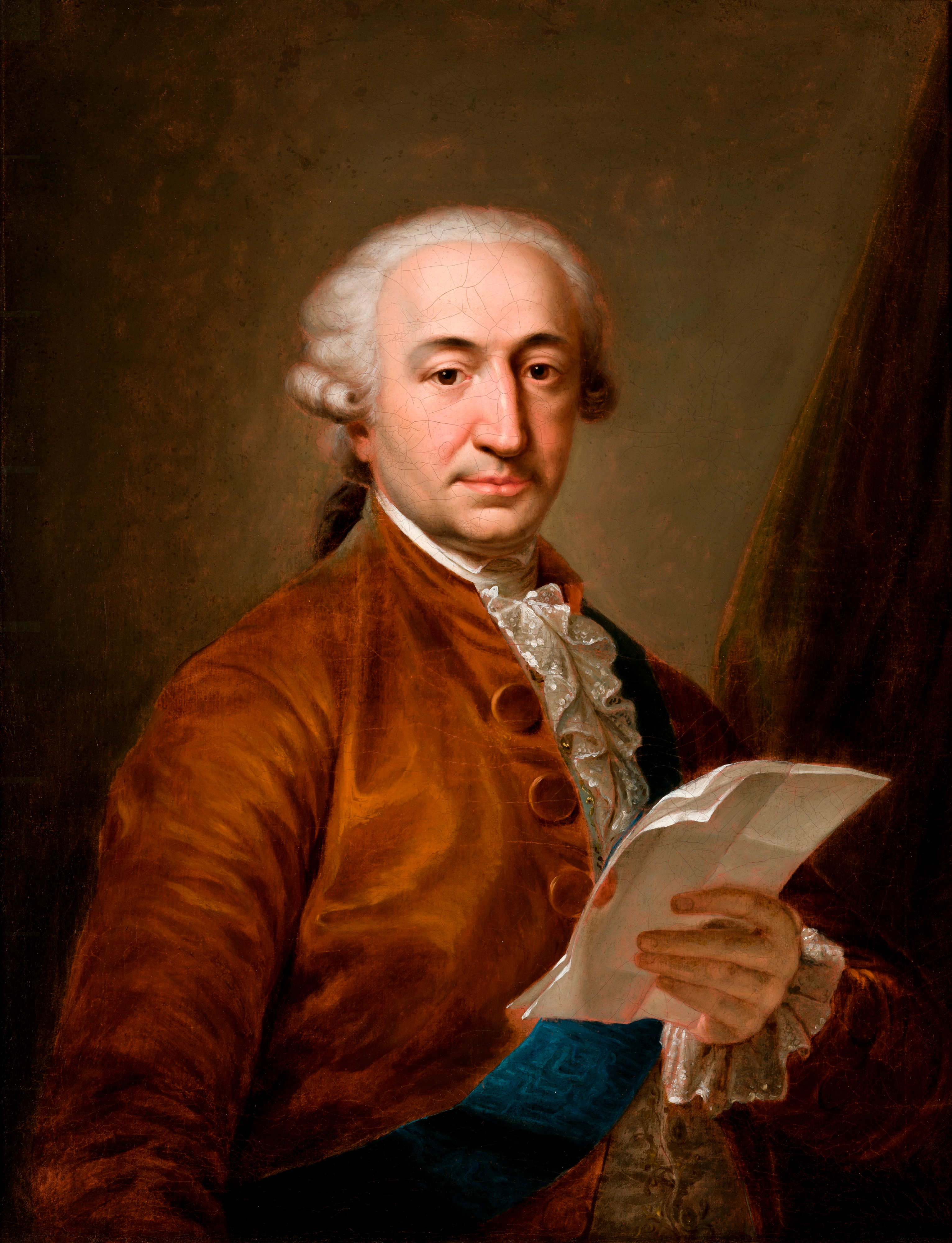
Stanisław Małachowski miniszterelnök 1807. október 5. – 1807. december 14.
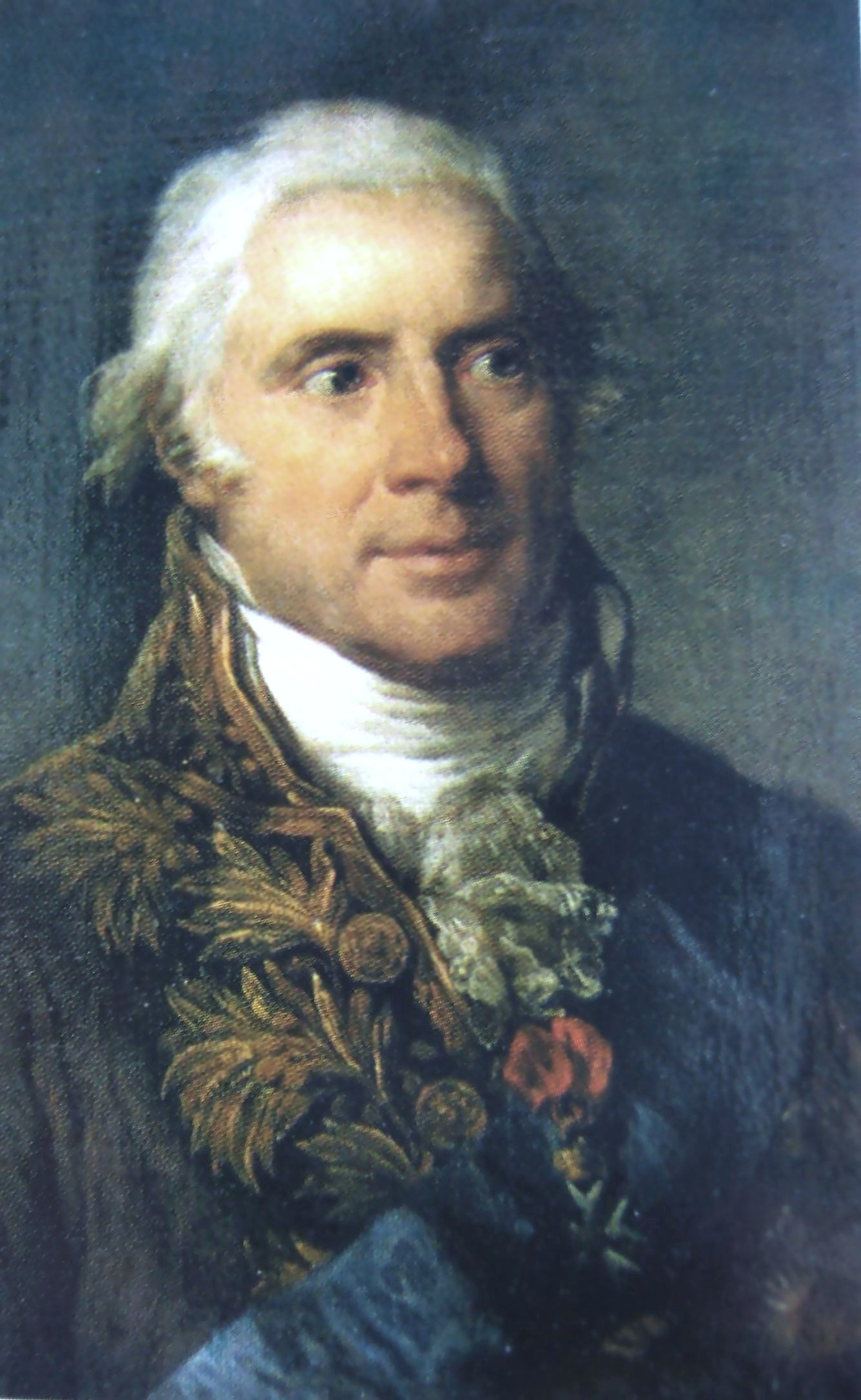
Ludwik Szymon Gutakowski miniszterelnök 1807. december 14. – 1808. november
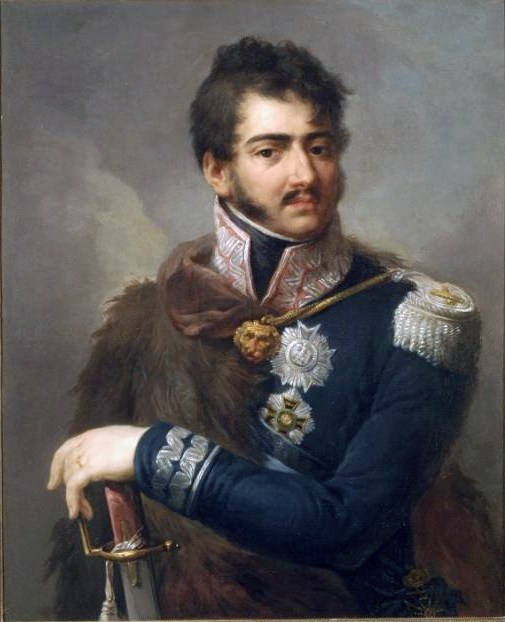
Józef A. Poniatowski miniszterelnök 1808. november – 1809. március 25.
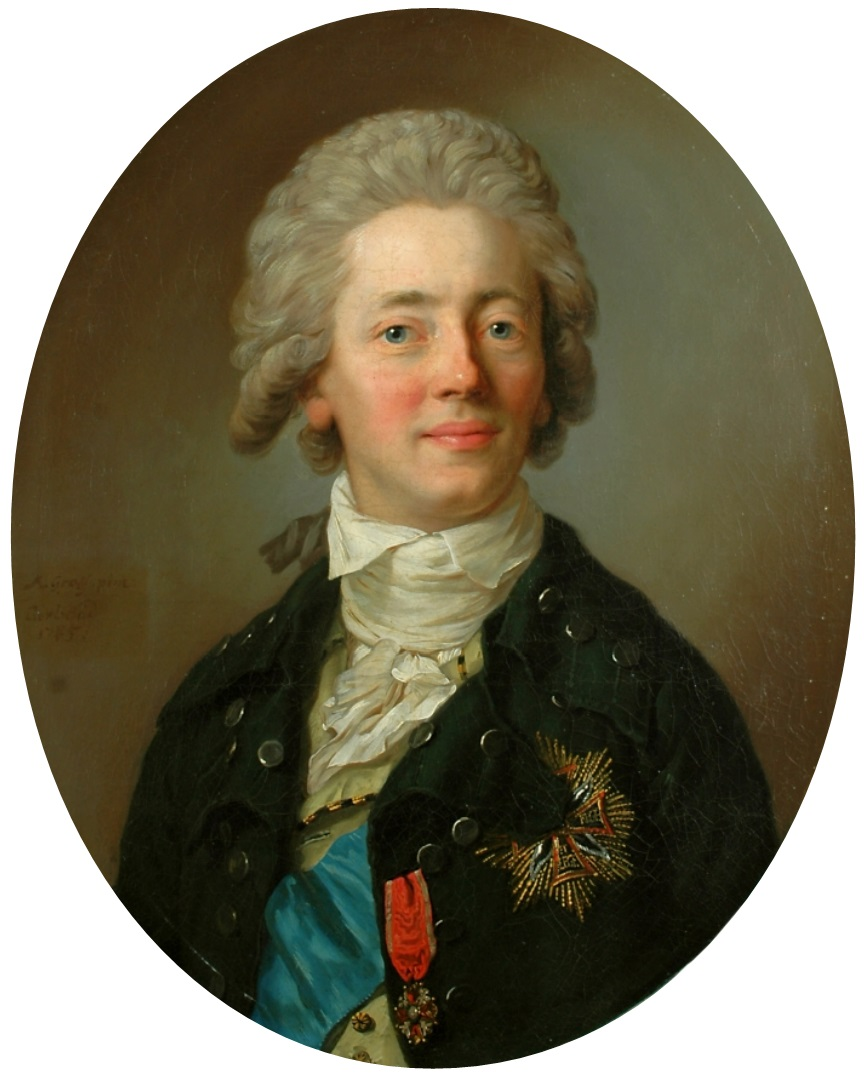
Stanisław Kostka Potocki miniszterelnök 1809. március 25. – 1813. május

## Osztrák–lengyel háború, 1809

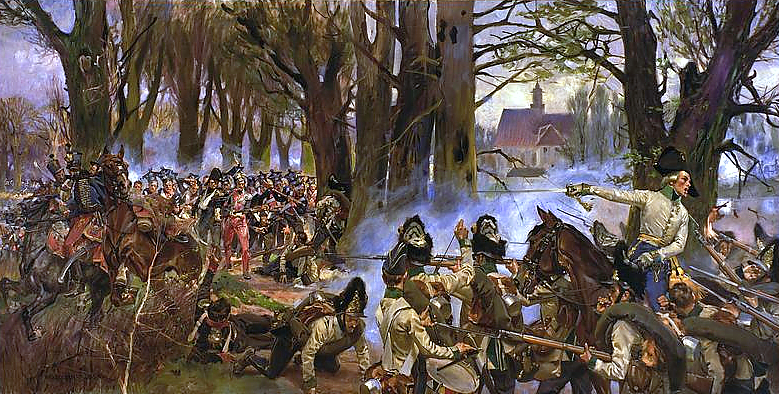
A raszyni csata, 1809. április 19. (Wojciech Kossak festménye, 1913)

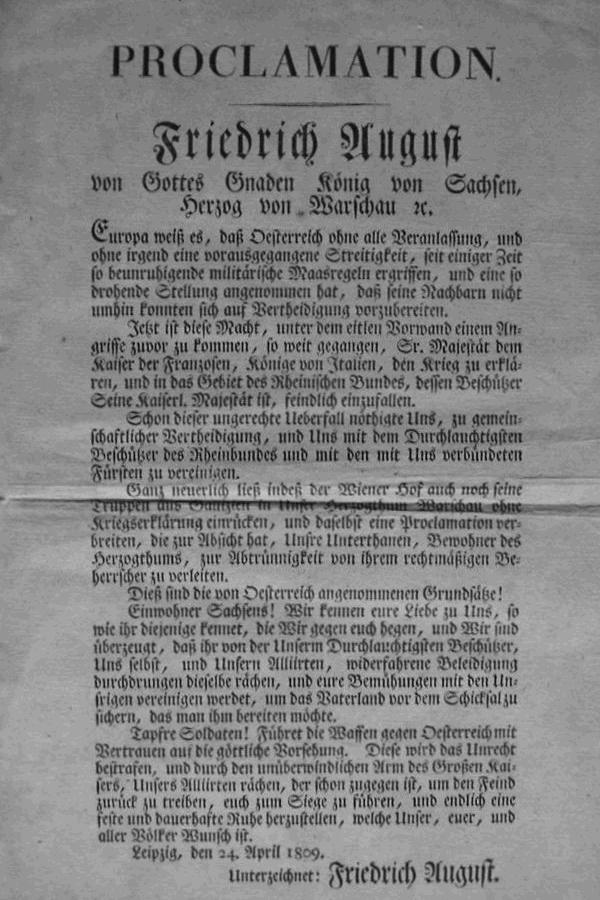
Frigyes Ágost lipcsei kiáltványa (1809. április 24.)

A Varsói Hercegség megalapításával Napóleon császár egyfelől jelentősen megcsonkította és meggyengítette legyőzött ellenfelét, a Porosz Királyságot, másfelől ütközőállamot hozott létre az Orosz Birodalom és a Osztrák Császárság között, akiket Franciaország potenciális ellenségeinek tekintett. Ugyanakkor e lépéssel Napóleon megerősítette az általa 1806-ban kreált Szász Királyságot, amelyet szövetségesként, ütközőállamként iktatott be Poroszország és Ausztria közé. Az új helyzet Szászországot elidegenítette saját korábbi szövetségeseitől, Oroszországtól és Ausztriától. Szászország (és vele a Varsói Hercegség is) teljesen Napóleon szövetségére volt utalva.
Az ötödik koalíciós háború kitörésekor, 1809 áprilisában a Habsburg haderő VII. hadteste, Ferdinánd Károly főherceg tábornagy vezetésével betört a Varsói Hercegségbe. Bár Poniatowski herceg, hadügyminiszter lengyel csapatai április 19-én a raszyni csatában vereséget mértek az osztrákokra, azok április 22-én mégis elfoglalták Varsót. Ezen a napon Frigyes Ágost szász király Lipcsében kiáltványt bocsátott ki, saját népének támogatását kérve. Ausztria célja a hadjárattal az volt, hogy elmozdítsa az uralkodó Frigyes Ágostot, és az elfoglalt Hercegséget a katonai szövetségért folytatott alkudozások során egyfajta cserealapként felajánlja vagy Poroszországnak, vagy Oroszországnak. Nyugaton a korábban betelepített porosz telepesek nyíltan fellázadtak a Varsói Hercegség kormánya ellen. Az osztrák offenzíva azonban kudarcba fulladt, a megszállók hátában lengyel népfelkelés bontakozott ki. Az osztrákok nem tudták megvetni lábukat a Visztula jobb partján. Ferdinánd főherceg Kalischba (Kaliszba) vonult, sikertelenül ostromolta Thorn (Toruń) városát, közben Poniatowski reguláris csapatai, francia támogató egységekkel együtt betört Galíciába. Ferdinánd főhercegnek június 2-án ki kellett ürítenie Varsót, és vissza kellett vonulnia Dél-Galíciába. Nyugat-Galíciába az oroszok vonultak be, hivatalosan „a lengyel állam helyreállításának” támogatására. Az osztrákok kitértek az oroszok elől, barátságban átengedve át nekik Lemberget és más galíciai városokat.  Közben a francia csapatok Dél-Csehországba érkeztek, a július 10-i znaimi csata után az osztrákok visszavonultak, Poniatowski lengyel és Sievers tábornagy orosz csapatai július 15-én egyszerre vonultak be Krakkóba. A két, egymásra ellenségként tekintő hadnép összetűzéseit a két hadvezér nehezen fékezte meg.

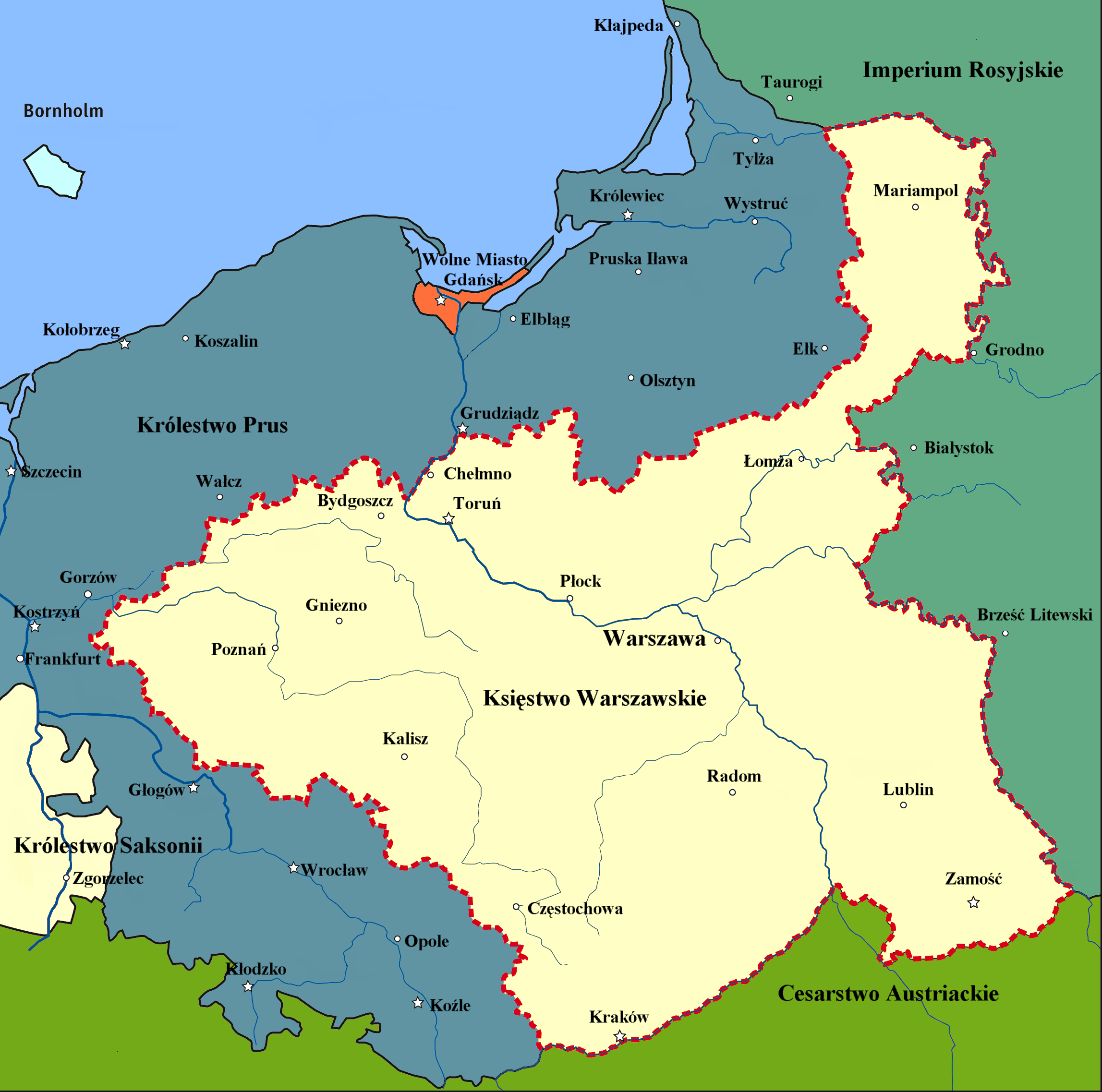
A Varsói Hercegség 1809–1815 között
(a schönbrunni békeszerződéstől a bécsi kongresszusig)

Magyaróváron (Ungarisch-Altenburg) francia–osztrák béketárgyalások kezdődtek, ezeket egyfelől maga Napóleon, vagy személyes megbízottai, másfelől Stadion gróf, osztrák külügyminiszter folytatta, a varsói kormányt nem vonták be annak ellenére, hogy itt döntöttek Galícia hovatartozásáról és Lengyelország további sorsáról. A lengyeleknek csalatkozniuk kellett reményeikben. Mindkét fél az Orosz Birodalom kegyeit kereste, megegyezéseik ezt tükrözték. Oroszország újabb lengyel területet kapott, a Varsói Hercegségnek le kellett mondania a galíciai Tarnopóli körzetről. Ausztria gyakorlatilag megtarthatta a Lengyelország első felosztásakor szerzett területeit. A Varsói Hercegség viszont megkapta Nyugat-Galíciát (más néven Új-Galíciát), továbbá Zamośćot és környékét. Frigyes Ágost szász király, mint Varsó uralkodó hercege megkapta a wieliczkai sóbányák jövedelmeinek felét. Az uralkodó privát vagyonából származó jövedelme így 167 000-ről 1 500 000 tallérra emelkedett. Az itteni megegyezések októberben a schönbrunni békeszerződés részévé váltak. A Varsói Hercegség négy új département-nal bővült: Krakkó, Radom, Siedlce és Lublin. Területe így 155 430 km²-re bővült, 4 300 000 lakossal.

## A Hercegség hanyatlása és megszűnése

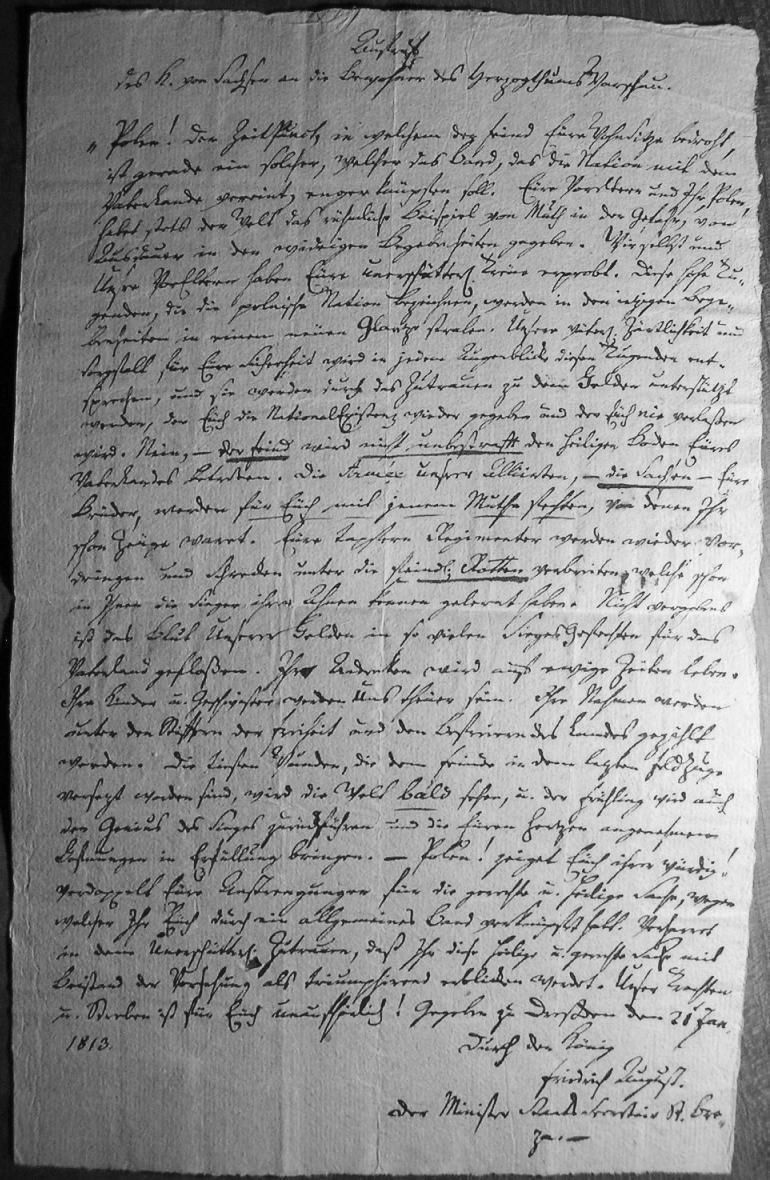
Frigyes Ágost kiáltványa Varsó lakóihoz, 1813.

Az Oroszország elleni hadjáratra készülve Napóleon a Varsói Hercegséget is haderő felállítására szólította fel. Franciaország összes szövetségese közül a lengyelek állították ki a legnagyobb létszámú hadsereget, 200 000 katonát. Ebből 115 000 -en sorakoztak fel az „Északi Légió”-ban, melyet hivatalosan csak azért nem neveztek „lengyel légiónak”, nehogy felingereljék I. Sándor cárt. Mintegy 85 000 lengyel katonát Napóleon Császári Gárdájába, a Visztulai Légióba, és a Dunai Légióba osztották be. Az ország nagyságához és gazdasági erejéhez képest a háborúra készülő Napóleon a végsőkig kiaknázta Lengyelországot. Az egész orosz hadjárat előkészítése és felvonulása lengyel területen történt, az összes részt vevő hadsereget itt állomásoztatták, itt szerelték fel, innen látták el élelmiszerrel. Az 1812-es orosz fronton harcba vetett 90 000 lengyel katonából mindössze 30 000 -en tértek vissza.

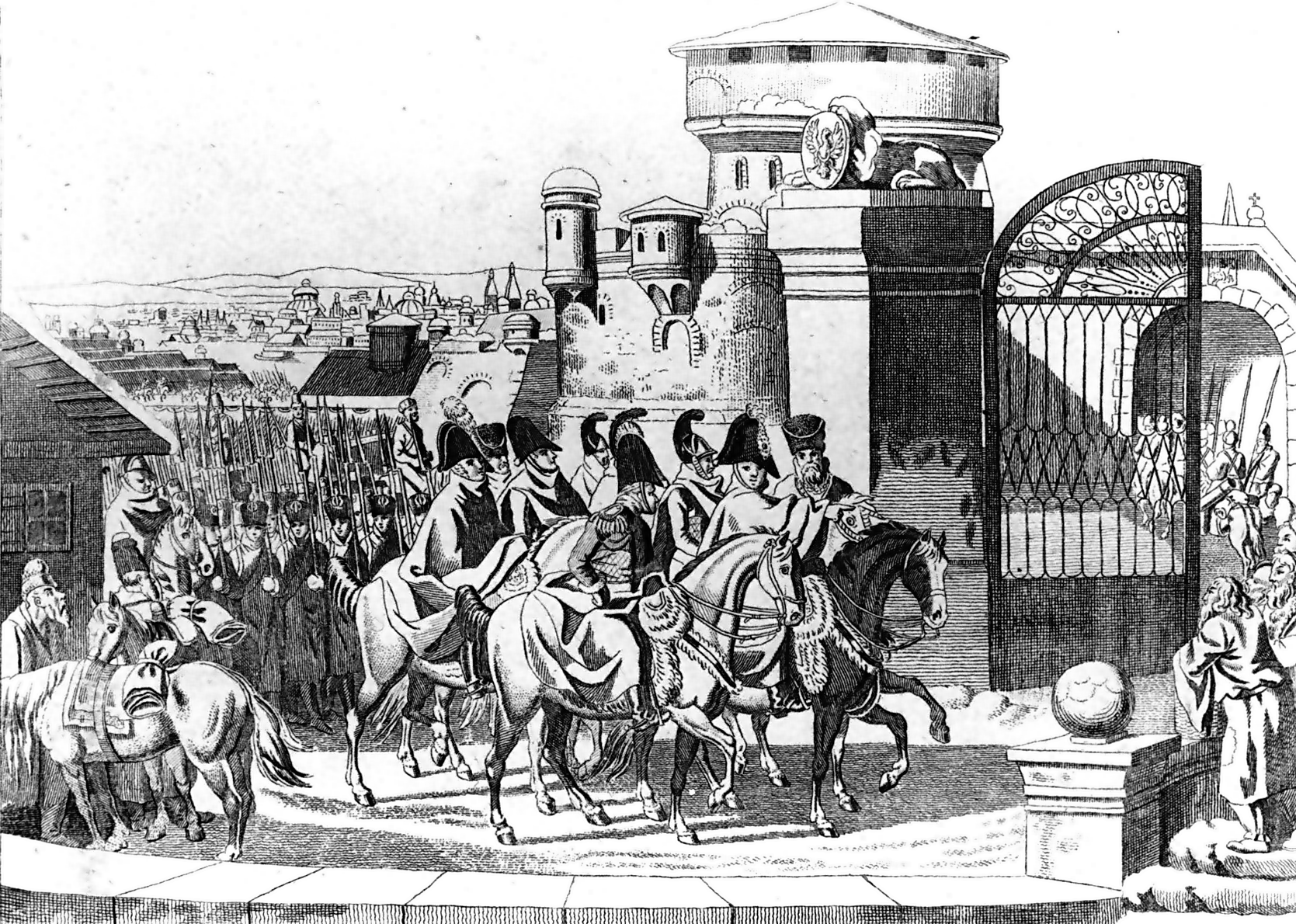
Orosz csapatok Varsóban, 1813.

A megvert Napóleont üldöző oroszok elözönlötték Lengyelországot. Varsó lakosságát Frigyes Ágost 1813. január 21-én kiáltványban szólította fel a főváros megvédelmezésére, de ennek nem volt realitása. Február 6-án az orosz csapatok elfoglalták Varsót. A kormány Krakkóba menekült. Poniatowski herceg itt áprilisra újabb hadsereget szervezett. 1813 júniusára az oroszok a Varsói Hercegség egész területét elfoglalták, csak Zamość és a még épülőfélben lévő Modlin erődítményei tartották magukat (A Bug és a Visztula összefolyásánál álló Modlint francia és lengyel védői csak 1813 decemberében adták fel). Poniatowski alig 18 000 főnyi hadseregével még néhány hónapon át fenntartott egyfajta átmeneti status quót, amely a Varsói Hercegséget még létező politikai entitásnak mutatta.
A bizonytalanság hónapjaiban a kis lengyel hadsereget mind Ausztria, mind Oroszország, mind Napóleon igyekezett a maga oldalán tartani. A kibontakozó hatodik koalíciós háborúban Poniatowski hadserege elvileg fékezhette volna a szövetségesek vonulását, de lökést adhatott volna Napóleon bukásának is. A befolyásos lengyel főnemesi családok már ekkor tárgyalni kezdtek Oroszországgal a jövendő lengyel állam sorsáról. Az orosz cárt elismerték volna Lengyelország királyának, cserébe viszonylagos állami önállóságot kértek. Az „igazságos Napóleon” nimbusza már elenyészett. Ebben a helyzetben a lengyel politikai elit, a lakosság támogatásával már az orosz cártól remélte a lengyel kérdés méltányos megoldását. Frigyes Ágost szász király rosszul mérte fel az esélyeket és a végső bukásig kitartott Napóleon mellett.
Maga Poniatowski is úgy döntött, hadseregével követi Napóleont a szászországi visszavonulásban. A császár oldalán harcolt a lipcsei „népek csatájában”. A lengyel hadsereg csaknem teljesen megsemmisült az ismétlődő rohamokban, maradékát Napóleon visszavonulásának fedezésére vetették be, itt őrlődött fel végképpen. A csata első napján, október 16-án Napóleon Poniatowski herceget Franciaország marsalljává emelte, ami a francia állampolgárság elnyerését is jelentette. A csata utolsó napján, október 19-én a szétvert császári csapatokkal együtt menekülő Poniatowski belefulladt a Weiße Elster folyóba.
A német fejedelmek többsége már a csata előtt (vagy közben) átállt a koalíciós oldalra, kivéve Frigyes Ágost szász királyt, aki a csata után Lipcsében fogságba esett. A bécsi kongresszus döntése 1815-ben a Szász Királyságot jelentős területeitől fosztotta meg, de ennek árán fennmaradhatott önálló monarchiaként. Elcsatolt területeit Poroszország és az ügyesen helyezkedő Bajor Királyság kapta meg. 1815. május 22-én Frigyes Ágost hivatalosan is lemondott a Varsói Hercegség uralkodói címéről, és lengyel alattvalóit feloldotta a neki tett hűségeskü alól. Az országban még egy rövid ideig forgalomban voltak Frigyes Ágost 1814-ben Drezdában nyomatott tallérjai, amelyen az uralkodó arcmását a „REX SAX. DUX VARSOV” (azaz „SZÁSZORSZ.KIRÁLYA VARSÓ HERCEGE”) felirat szegélyezi.

## A Varsói Hercegség utódállamai
A bécsi kongresszus ismét felosztotta Lengyelországot, fél évszázad alatt immár negyedszer. A megszüntetett Varsói Hercegség területe a győztes nagyhatalmaké lett. Poroszország visszakapta a Lengyelország első (1772-es) felosztásakor megszerzett, de az 1807-es tilsiti békében elvesztett területeket, hozzá még megszerezte Poznań körzetét, a Poseni Nagyhercegséget, összesen kb. 29 000 km² területtel.
Krakkót és környékét „szabad várossá” nyilvánították. A Krakkói Köztársaság független státuszát a három szomszédos nagyhatalom, Ausztria, Poroszország és az Orosz Birodalom garantálta. A kondomínium területe 1164 km² volt, mintegy 88 000 lakossal. 1846-ig állt fenn, ekkor Ausztria annektálta.
Az egykori Varsói Hercegség legnagyobb részét, mintegy 128 000 km²-nyi területet a bécsi kongresszus az orosz cár védnöksége alá rendelte. Itt alkotmányos monarchia alakult, hivatalosan „Lengyel Királyság” néven. Széles körben ismert nevén Kongresszusi Lengyelországnak, Kongresszusi Királyságnak vagy Orosz-Lengyelországnak nevezték. Perszonálunióban állt az Orosz Birodalommal, alig volt több bábállamnál, bár liberális alkotmánya révén 1831-ig megőrizte különálló státuszát. A lengyel nemzeti felkelések leverése után az orosz állam fokozatosan felszámolta ezt a különállást. A Kongresszusi Királyságot 1867-re Visztula tartománnyá alakították és teljesen bekebelezték az Orosz Birodalomba.

## Az állam elnevezése
A Varsói Hercegség – szemben a széles körben elterjedt szóhasználattal – sohasem volt Varsói Nagyhercegség. A korabeli források nem használják a Nagyhercegség elnevezést. A francia nyelven megírt 1807-es tilsiti békeszerződésben az állam neve szó szerint Duché de Varsovie, azaz Varsói Hercegség. Ugyanezt az elnevezés olvasható az új állam 1807. július 22-én elfogadott alkotmányában. A bécsi kongresszus 1815-ben kiállított határozatának 2. cikkelye is Varsói Hercegséget (Herzogtum Warschau) említ.
Frigyes Ágost, Szászország királya és perszonálunióban a Varsói Hercegség uralkodója volt. Az utóbbi minőségében kiállított okleveleik pecsétjén és Lengyelország számára nyomatott szász pénzérméken a „FRID.AUG.REX SAX.DUX VARSOW.” azaz „FRIGY.ÁGOST SZÁSZORSZ.KIRÁLYA VARSÓ HERCEGE” felirat áll.
1808-ban Párizsban megjelent A. Le Sage (avagy Emmanuel de Las Cases) Atlas historique c. munkája, ennek 26. oldalán az új államot így írja le: Duché De Varsovie Donné Au Roi De Saxe Par Le Traité De Tilsit azaz Varsói Hercegség, mely a tilsiti szerződésben Szászország királyának átadatott.
Ennek ellenére a Varsói Nagyhercegség elnevezés széles körben elterjedt, még történelmi szakmunkában és később kiadású történelmi atlaszokban is. Ennek egyik lehetséges oka, hogy összetéveszthető hasonló hangzású más földrajzi nevekkel, így Nagy-Lengyelországgal (Lengyelország tájegységével) vagy az 1815-ben Poroszország által létrehozott Poseni Nagyhercegséggel.

## Lásd még
- Lengyelország három felosztása
- Bécsi kongresszus
- Kongresszusi Lengyelország (1867-ig)
- Krakkói Köztársaság (1846-ig)
- Galícia (Galícia és Lodoméria Királyság)
- Poseni Nagyhercegség (1848-ig), Posen tartomány (1848-tól)

## További információ
- Norman Davies: Lengyelország története, Budapest, 2006. ISBN 963-389-873-0
- Jerzy B. Flatt: Topographie des Herzogtums Warschau nebst einem kurzen Abriss der polnischen Geschichte bis auf die neuesten Zeiten, Böhme, Leipzig, 1810. Google Books
- Moritz Jaffé: Die Stadt Posen unter preußischer Herrschaft. Ein Beitrag zur Geschichte des deutschen Ostens. Verfassung und Verwaltungsorganisation der Städte. Dritter Band. Königreich Preußen. Zweiter Teil, Schriften des Vereins für Socialpolitik No. 119.2, Leipzig, 1909.
- Samuel G. Laube (fordító): Gesetzsammlung des vormaligen Herzogtums Warschau, Mehwald, Posen, 1816.
- Marian Gumowski: Handbuch der polnischen Numismatik, ADEVA, Graz, 1960.
- Monika Senkowska-Gluck: Das Herzogtum Warschau, in: Heinz-Otto Sieburg (kiadó): Napoleon und Europa, Köln, Berlin, 1971, 221–230. old.
- Gotthold Rhode: Geschichte Polens, Wissenschaftliche Buchgesellschaft, Darmstadt, 1980, ISBN 3-534-00763-8.
- Jerzy Topolski: Die Geschichte Polens, Verlag Interpress, Warschau, 1985, ISBN 83-223-1956-8.
- Ingo Zimmermann: Sachsens Markgrafen, Kurfürsten und Könige. Die Wettiner in der meißnisch-sächsischen Geschichte, Koehler & Amelang, München, 1997, ISBN 3-7338-0217-9.
- Alexander Grab: Napoleon and the Transformation of Europe, 2003.